# Prva hrvatska kuglačka liga za žene
Prva hrvatska kuglačka liga za žene je najviši razred hrvatskog kuglačkog natjecanja u ženskoj konkurenciji. Osnovana je 1991. godine nakon razdruživanja od Jugoslavije. Niži rang predstavlja Druga hrvatska kuglačka liga koja se igra u četiri skupine. Kugla se inačica s devet čunjeva klasičnim načinom koja je pod upravom WNBA-NBC (Ninepin Bowling Classic). 

## Natjecateljski sustav
Igra se po dvokružnom liga-sustavu: po jedna utakmica u domaćoj i jedna u gostujućoj kuglani. U ligi sudjeluje dvanaest klubova.
Bodovanje je: dva boda za pobjedu, jedan za neriješeno, ništa za poraz. 

## Popis klubova koji su sudjelovali (1992. – 2021./22.)
Godina prvog sudjelovanja navedena je pored kluba.
Poredani abecedno prvo po sjedištu kluba pa zatim po nazivu, jer se nazivi klubova često mijenjaju.
ugašeni klubovi
| - Delnice, Delnice (1992.) - Đakovo, Đakovo - Karlovac, Karlovac - Mladost, Kaštel Sućurac (1992.) - Drava, Koprivnica - Podravka, Koprivnica (1992.) - Obrtnik, Nova Gradiška - Ogulin, Ogulin - Policajac, Ogulin - Osijek '97, Osijek - Slavonija, Osijek (IMK – Slavonija, MK Slavonija) - Kupa, Ozalj - Duhanprodukt, Pitomača - Plitvice, Plitvička Jezera - Istra, Poreč - INA – Delta, Rijeka - Mlaka, Rijeka (1992.) - Rijeka, Rijeka (Rijeka – Tiskara Rijeka, Rijeka – Kvarner osiguranje, Rijeka – Kvarner Wiener Städtische, Rijeka KWSO, Rijeka-KVIG) (1992.) - Siscia, Sisak (INA Sisak) (1992.) - Split, Split | - Šibenik, Šibenik - Šibenka, Šibenik - Šubićevac, Šibenik - Varaždin, Varaždin - Varteks, Varaždin (Varteks – Varaždinske vijesti) (1992.) - Sloboda-TVIN, Virovitica - Vrbovsko, Vrbovsko (Vrbovsko – PIK Vrbovec) - Poštar, Zadar (1992./93.) - Admiral, Zagreb (Zagreb-Zaboky) - Auto-Hrvatska, Zagreb (1992.) - ENDI-Tekstilac, Zagreb (Tekstilac) (1992.) - Grmoščica, Zagreb (1992.) - Hrvatski dragovoljac, Zagreb - Jedinstvo, Zagreb (1992.) - Končar, Zagreb (1992.) - Kraš, Zagreb - Medveščak – Gradex, Zagreb (1992./93.) - Stari Porat, Zagreb - Sunce, Zagreb - Zagi, Zagreb - Zagreb, Zagreb - Graditelj, Zaprešić - Zaprešić, Zaprešić |

## Prve tri ekipe po sezonama
| sezona      | klubova   | prvak                              | doprvak                     | trećeplasirani          |
| Prva liga   | Prva liga | Prva liga                          | Prva liga                   | Prva liga               |
| ----------- | --------- | ---------------------------------- | --------------------------- | ----------------------- |
| 1992.       | 12        | Auto-Hrvatska (Zagreb)             | Rijeka                      | Tekstilac (Zagreb)      |
| 1992./93.   | 13        | Rijeka                             | Auto-Hrvatska (Zagreb)      | Jedinstvo (Zagreb)      |
| 1993./94.   | 12        | Auto-Hrvatska (Zagreb)             | Jedinstvo (Zagreb)          | Rijeka – Tiskara Rijeka |
| Prva A liga |           |                                    |                             |                         |
| 1994./95.   | 12        | Jedinstvo (Zagreb)                 | Podravka (Koprivnica)       | Rijeka – Tiskara Rijeka |
| 1995./96.   | 12        | Rijeka                             | Jedinstvo (Zagreb)          | Auto-Hrvatska (Zagreb)  |
| 1996./97.   | 12        | Rijeka                             | Jedinstvo (Zagreb)          | Podravka (Koprivnica)   |
| 1997./98.   | 12        | Podravka (Koprivnica)              | Rijeka                      | Auto-Hrvatska (Zagreb)  |
| 1998./99.   | 12        | Rijeka                             | Podravka (Koprivnica)       | Mlaka (Rijeka)          |
| 1999./2000. | 11        | Podravka (Koprivnica)              | Rijeka – Kvarner osiguranje | Zagreb                  |
| 2000./01.   | 11        | Rijeka – Kvarner osiguranje        | Zagreb                      | Osijek '97              |
| 2001./02.   | 12        | Rijeka – Kvarner Wiener Städtische | Drava (Koprivnica)          | Zagreb                  |
| Prva liga   |           |                                    |                             |                         |
| 2002./03.   | 10        | Podravka (Koprivnica)              | Zagreb                      | Rijeka KWSO             |
| 2003./04.   | 10        | Podravka (Koprivnica)              | Rijeka KWSO                 | Zagreb                  |
| 2004./05.   | 10        | Podravka (Koprivnica)              | Rijeka KWSO                 | Zagreb                  |
| 2005./06.   | 10        | Zagreb                             | Podravka (Koprivnica)       | Rijeka-KWSO             |
| 2006./07.   | 10        | Podravka (Koprivnica)              | Istra (Poreč)               | Zagreb                  |
| 2007./08.   | 10        | Podravka (Koprivnica)              | Zagreb                      | Rijeka-KWSO             |
| 2008./09.   | 10        | Zagreb                             | Mlaka (Rijeka)              | Rijeka-KVIG             |
| 2009./10.   | 10        | Zagreb                             | Mlaka (Rijeka)              | Podravka (Koprivnica)   |
| 2010./11.   | 10        | Zagreb                             | Mlaka (Rijeka)              | Zagreb-Zaboky           |
| 2011./12.   | 10        | Mlaka (Rijeka)                     | Zagreb                      | Istra (Poreč)           |
| 2012./13.   | 10        | Zagreb-Zaboky                      | Mlaka (Rijeka)              | Istra (Poreč)           |
| 2013./14.   | 10        | Zagreb-Zaboky                      | Mlaka (Rijeka)              | Zagreb                  |
| 2014./15.   | 10        | Mlaka (Rijeka)                     | Zagreb-Zaboky               | Istra (Poreč)           |
| 2015./16.   | 10        | Mlaka (Rijeka)                     | Istra (Poreč)               | Admiral (Zagreb)        |
| 2016./17.   | 10        | Zagreb                             | Mlaka (Rijeka)              | Istra (Poreč)           |
| 2017./18.   | 10        | Mlaka (Rijeka)                     | Istra (Poreč)               | Admiral (Zagreb)        |
| 2018./19.   | 10        | Mlaka (Rijeka)                     | Admiral (Zagreb)            | Split                   |
| 2019./20.   | 10        | Mlaka (Rijeka)                     | Istra (Poreč)               | Podravka (Koprivnica)   |
| 2020./21.   | 10        | Mlaka (Rijeka)                     | Istra (Poreč)               | Admiral (Zagreb)        |
| 2021./22.   | 10        | Mlaka (Rijeka)                     | Istra (Poreč)               | Admiral (Zagreb)        |
| 2022./23.   | 10        | Mlaka Rijeka                       | Kustošija                   | Istra                   |
| 2023./24.   |           |                                    |                             |                         |

### Klubovi po uspješnosti
stanje nakon sezone 2022./23.  
| klub           | sjedište   | prvak | doprvak | trećeplasirani | ostali nazivi; napomene |
| -------------- | ---------- | ----- | ------- | -------------- | --- |
| Mlaka          | Rijeka     | 9     | 6       | 1              | |
| Podravka       | Koprivnica | 7     | 4       | 3              | Drava |
| Rijeka         | Rijeka     | 6     | 5       | 6              | Rijeka – Tiskara Rijeka, Rijeka – Kvarner osiguranje, Rijeka – Kvarner Wiener Städtische, Rijeka KWSO, Rijeka-KWSO, Rijeka-KVIG |
| Zagreb         | Zagreb     | 5     | 4       | 6              | |
| Admiral        | Zagreb     | 2     | 2       | 5              | Zagreb-Zaboky |
| Auto-Hrvatska  | Zagreb     | 2     | 1       | 2              | ugašen |
| Jedinstvo      | Zagreb     | 1     | 3       | 1              | ugašen |
| Istra          | Poreč      | 0     | 6       | 5              | |
| Kustošija      | Zagreb     | 0     | 1       | 0              | |
| ENDI-Tekstilac | Zagreb     | 0     | 0       | 1              | Tekstilac, Endi-Tekstilac |
| Osijek '97     | Osijek     | 0     | 0       | 1              | |
| Split          | Split      | 0     | 0       | 1              | |

## Vanjske poveznice
- kuglanje.hr – stranice Hrvatskog kuglačkog saveza
- Kuglački savez Osječko-baranjske županije